# Блучан
Блучан (груз. Блучан, армян. Булджан) — хазарский полководец, фигурирующий в грузинских и армянских источниках в связи с нашествием хазар на Грузию во 2-й половине VIII века.
По сообщению в «Летописи Картли», хазарский каган влюбился в Шушанну, сестру эристави Картли Джуаншера. Джуаншер отказался выдать сестру, и тогда каган приказал Блучану привести её силой. Во главе большого войска Блучан вторгся в Картли, захватил принцессу и её брата, а после разорил Тбилиси. По пути в Хазарию Шушанна отравилась, не пожелав стать женой язычника. Разгневанный каган казнил Блучана. Джуаншер семь лет провёл в хазарском плену, после чего был отпущен каганом в свою страну.
Эпизод в летописи не датирован. Одними исследователями он идентифицируется, предположительно, с хазарским походом на Закавказье в 763/764 году, другими — с походами 730 или 799 годов. Интересен необычный путь хазар в Грузию, который в этот раз шёл по Лекетской дороге (через Горный Дагестан), а обратно через Дарьяльское ущелье. Имя полководца (возможно, являющееся искажённым титулом) неоднократно встречается в различных вариантах при описаниях хазарских сановников. Некоторые исследователи обращают внимание на заманчивое сходство имени с более ранней фигурой полководца Булана «Еврейско-хазарской переписки», либо с более поздним «сыном Булджана», который в 901 году возглавлял набег хазар на Дербент.